# Karaby socken
För andra betydelser, se Karaby socken (olika betydelser).
Karaby socken i Västergötland ingick i Åse härad, uppgick 1969 i Lidköpings stad och området ingår sedan 1971 i Lidköpings kommun och motsvarar från 2016 Karaby distrikt.
Socknens areal är 9,43 kvadratkilometer varav 9,17 land. År 2000 fanns här 96 invånare.  Sockenkyrkan Karaby kyrka ligger i socknen.

## Administrativ historik
Socknen har medeltida ursprung.
Den 1 januari 1953 överfördes området Kiljamosse, omfattande en areal av 0,32 km²  (varav allt land) och 2 invånare, till socknen från Vänersnäs socken.
Vid kommunreformen 1862 övergick socknens ansvar för de kyrkliga frågorna till Karaby församling och för de borgerliga frågorna bildades Karaby landskommun. Landskommunen uppgick 1952 i Tuns landskommun som  1969 uppgick i Lidköpings stad som 1971 ombildades till Lidköpings kommun. Församlingen uppgick 2006 i Örslösa församling.
1 januari 2016 inrättades distriktet Karaby, med samma omfattning som församlingen hade 1999/2000.  
Socknen har tillhört län, fögderier, tingslag och domsagor enligt vad som beskrivs i artikeln Åse härad. De indelta soldaterna tillhörde Västgöta-Dals regemente, Livkompaniet och Västgöta regemente, Barne kompani.

## Geografi
Karaby socken ligger sydväst om Lidköping sydost om Brandsfjorden i Vänern. Socknen är en uppodlad slättbygd.

## Fornlämningar
Boplatser och lösfynd från stenåldern är funna.

## Namnet
Namnet skrevs 1397 Karleby och kommer kyrkbyn. namnet innehåller karl och by, 'by; gård'.